# Belgian Open 2001
Il Belgian Open 2001  è stato un torneo di tennis giocato sulla terra rossa. È stata l'8ª edizione del torneo, che fa parte della categoria Tier V nell'ambito del WTA Tour 2001. Si è giocato ad Anversa in Belgio, dal 14 al 20 maggio 2001.

## Campionesse

### Singolare
Barbara Rittner ha battuto in finale  Klára Zakopalová con il punteggio di 6–3, 6–2

### Doppio
Els Callens /  Virginia Ruano Pascual hanno battuto in finale  Kristie Boogert /  Miriam Oremans con il punteggio di 6–3, 3–6, 6–4